# Johann Christoph von Seherr-Thoß
Johann Christoph von Seherr und Thoss  (* 17. Februar 1670 in Lissen, Landkreis Fraustadt; † 14. Januar 1743 in Brünn) (ab 1721 Freiherr) war kaiserlicher Feldmarschall sowie Kommandant von Stadt und Festung Brünn. Unter den hohen Offizieren war er der einzige Protestant.

## Herkunft
Seine Eltern waren Heinrich (Hinricus) II. von Seherr und Thoss (* 16. Juni 1637; † 9. Februar 1677) und dessen zweiter Ehefrau Anna Hedwig von Berge und Herrendorf († 29. Januar 1684) aus dem Haus Herrendorff.

## Leben
Er ging zur kaiserlichen Armee und nahm 1696 an der Belagerung von Temesvar teil. 1699 wurde er Leutnant, 1708 kaiserlicher Generaladjutant bei Prinz Eugen von Savoyen und Gido Starhemberg. Im Spanischen Erbfolgekrieg war er an der Einnahme von Kaschau beteiligt. Bereits 1711 war er Oberst im Kürassier-Regiment Hamilton. Im 6. Österreichischen Türkenkrieg kämpfte er in Peterwardein und leitete 1717 den Brückenbau über die Donau bei Pantschowa und ermöglichte dadurch den Marsch auf Belgrad. Während der Belagerung von Belgrad stürmte er mit zwei abgesessenen Reiterschwadronen das Lager des türkischen Großwesirs. Nachfolgend war er Bevollmächtigter des Kaisers Karl VI. und des Prinzen Eugen bei den Verhandlungen zum Friedensvertrag von Passarowitz. Am 10. Oktober 1723 wurde er zum Generalfeldwachtmeister befördert und 1727 wurde er Inhaber des 4. Kürassier-Regiments (in den Listen wird er fälschlich  Scher von Schertshof genannt). Am 6. November 1733 wurde er dann Feldmarschallleutnant. 1734 begleitete er den Prinzen Eugen an den Rhein und 1735 den Grafen von Seckendorf an die Salm und die Mosel. Im gleichen Jahr am 23. April 1735 wurde er zum General der Kavallerie ernannt und 1736 zum wirklichen Geheimen Rat. 1739 kämpfte er unter Georg Olivier von Wallis in Ungarn so auch in der unglücklichen Schlacht bei Grocka. Trotzdem wurde er 1739 zum Feldmarschall befördert. Er legte der Kaiserin Maria Theresia mehrere Verbesserungsvorschläge vor, die zu einer Heeresreform führten. Derweilen wurde er auch zum Kommandanten von Kronstadt in Siebenbürgen ernannt. Im Oktober 1741 wurde er dann kommandierender General und Gouverneur in Mähren sowie Kommandant in Brünn als Kommandant der Festung Spielberg. Während des Ersten Schlesischen Krieges kämpfte er auch gegen die Preußen. Er starb am 14. Januar 1743 in Brünn vermutlich an seiner Gicht und einem Schlaganfall.
Nachdem Johann Christoph 1723 die Herrschaft Tannhausen (Kreis Waldenburg) in Niederschlesien wieder erworben hatte, gründete seine Frau Charlotte 1724 den Kurort Bad Charlottenbrunn.

## Familie
Er war zweimal verheiratet. Seine erste Frau war die Gräfin Clara Johanna von Purgstall (* 13. September 1687; † 15. August 1720). Das Paar hatte drei Kinder, davon Überlebte nur die Tochter:
- Johann Eleonore Catharina († 1737) ⚭ 1732 Georg Heinrich von Dyher, kaiserlicher Rittmeister

Er heiratete am 6. Mai 1721 in Mangschütz die Gräfin Charlotte Maximiliane von Pückler, Freiin von Groditz (* 17.
Februar 1696; † 24. November 1770). Das Paar hatte mehrere Kinder, darunter:
- Maximiliane Charlotte (* 4. März 1727; † 11. März 1796) ⚭ Graf Erdmann von Pückler, Freiherr von Groditz (1720–1794)
- August (14. Februar 1722; † 1786), Herr auf Tannhausen und Charlottenbrunn, mit ihm endet dieser Ast

Zwei weitere Söhne starben früh.